# 토고의 역사
토고의 역사는 고고학적 발견으로 거슬러 올라갈 수 있는데, 이것은 고대 지역 부족들이 도자기를 생산하고 주석을 가공할 수 있었다는 것을 보여준다. 11세기부터 16세기까지 에웨인, 미나인, 건인과 다른 여러 부족들이 이 지역에 들어왔다. 그들 대부분은 해안 지역에 정착했다. 포르투갈인들은 15세기 말에 도착했고, 다른 유럽 강대국들도 그 뒤를 따랐다. 19세기까지 해안 지역은 노예 무역의 중심지였고, 토고와 그 주변 지역은 "노예 해안"이라는 이름이 붙었다.
1884년, 독일은 해안 보호령을 주장했고, 1905년 토골란드 식민지가 될 때까지 내륙으로 성장하였다. 철도, 로메 항구 및 기타 인프라가 개발되었다. 제1차 세계 대전 동안 토골란드는 영국과 프랑스의 침략을 받았다. 1922년, 영국은 토고의 서부와 프랑스의 동부를 통치하는 국제 연맹의 위임장을 받았다. 제2차 세계 대전 이후, 이 위임통치령들은 유엔 신탁통치령이 되었다. 영국령 토골란드 주민들은 1957년 새로운 독립국가 가나의 일부로 골드코스트에 가입하기로 투표했다.
프랑스령 토골란드는 1960년에 토고 공화국이 되었다. 1961년 제정된 토고 헌법은 토고 국회를 최고 입법 기관으로 만들었다. 같은 해, 초대 대통령 실바뉘 올랭피오는 야당들을 해산시키고 그들의 지도자들을 체포했다. 1963년 그가 쿠데타로 암살되었을 때, 군부는 니콜라 그뤼니츠키가 이끄는 임시 정부에 권력을 이양했다.
군사 지도자 냐싱베 에야데마는 1967년 무혈 쿠데타로 그뤼니츠키를 전복시켰다. 1969년 일당제를 도입하였다. 에야데마는 이후 38년 동안 권력을 유지했다. 2005년 그가 사망했을 때, 군부는 그의 아들 포르 냐싱베를 대통령으로 임명했다. 냐싱베는 선거를 치렀고 승리했지만, 야당은 사기를 주장했다. 정치적 폭력으로 인해 약 4만 명의 토고인들이 이웃 나라로 도망쳤다. 냐싱베는 두 번 더 재선되었다. 2017년 말, 반정부 시위가 치안 부대에 의해 진압되었다.

## 식민지 이전
토고의 역사는 포르투갈 탐험가들이 도착한 15세기 말 이전에 거의 알려져 있지 않지만, 에웨가 도착하기 전 몇 세기 동안 정착한 흔적이 있다. 베냉에서 온 에웨인과 가나에서 온 미나인과 건인 등 다양한 부족들이 이 나라로 이주했다. 이 세 그룹은 해안을 따라 정착했다.
식민지 시대 이전에 토고의 다양한 민족들은 서로 거의 접촉하지 않았다. 북쪽의 두 작은 왕국을 제외하고, 영토는 이웃한 두 서아프리카 열강인 가나의 아샨티 왕국과 베냉의 다호메이 왕국으로부터 군사적 압력을 받은 마을들로 구성되어 있었다.
토고를 처음 본 유럽인은 1471년에서 1473년 사이에 토고의 해안을 항해한 포르투갈 탐험가 주앙 데 산타렘과 페로 에스코바르였다. 포르투갈인들은 이웃한 가나 (엘미나)와 베냉 (우이다)에 요새를 건설했다. 토고의 해안에는 천연 항구가 없었지만, 포르투갈인들은 포르투 세구로에 있는 작은 요새에서 무역을 했다. 그 후 200년 동안 해안 지역은 노예를 찾는 유럽인들의 주요 무역 중심지였고, 토고와 그 주변 지역은 "노예 해안"이라는 이름이 붙었다.

## 식민지 지배

### 독일령 토골란드

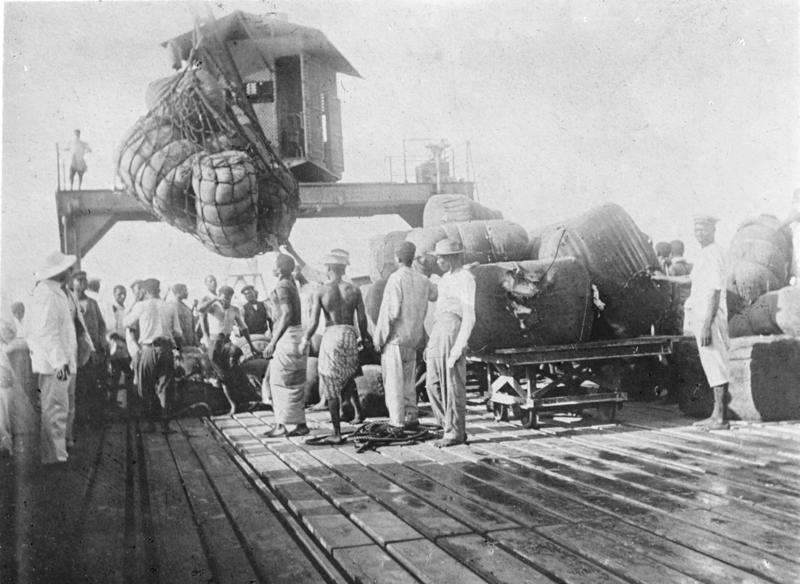
1885년 독일 식민지 토골란드에 있는 배에 목화가 실렸다.

독일 제국은 일반적으로 "아프리카 분할"이라고 알려진 기간 동안 1884년에 토골란드(현재의 토고이자 현재 가나의 볼타주 대부분)의 보호령을 설립했다. 구스타프 나흐티갈은 토골란드와 카메룬을 독일 식민제국에 포함시키는 것을 감독한 독일의 서아프리카 행정관으로서 믈라파 3세와 협상하여 토골란드가 될 해안, 특히 로메, 세베, 아네호를 장악하였다. 1885년 12월 24일 프랑스는 베냉의 지배권을 인정하였다.
식민지는 당시 노예 해안의 일부에 세워졌고 독일의 통제는 점차 내륙으로 확대되었다. 독일의 유일한 자급자족 식민지가 되었고 광범위한 철도 및 도로 인프라 때문에(독일은 1905년 로메와 아네호 사이에 토고의 첫 철도 노선을 개통했다) 토고는 토고의 모델 소유로 알려져 있었다.
1914년 제1차 세계 대전이 발발하자 식민지는 분쟁에 휘말렸다. 토골란드 전역 동안 영국군과 프랑스군의 침략을 받아 빠르게 점령되었고, 군사 통치하에 놓였다. 1916년에 영토는 영국과 프랑스의 행정 구역으로 나뉘었고, 1922년에 영국령 토골란드와 프랑스령 토골란드가 설립되면서 공식화되었다.

### 국제 연맹 규정

토고 자치 공화국의 국기 (1957년~1958년)

1914년 8월 8일, 프랑스군과 영국군이 토골란드를 침공했고, 독일군은 8월 26일 항복했다. 1916년 토골란드는 프랑스와 영국의 행정 구역으로 나뉘었다. 전쟁 후, 토골란드는 공식적으로 프랑스와 영국 사이에 행정 목적으로 분할된 국제 연맹 위임장이 되었다. 제1차 세계 대전 이후, 새롭게 설립된 체코슬로바키아도 이 식민지에 관심을 가졌지만, 이 생각은 성공하지 못했다. 1920년 10월 1일, 로메는 영국령으로 편입되었다.
제2차 세계 대전 이후, 위임통치령은 영국과 프랑스가 관리하는 유엔 신탁통치령이 되었다. 위임 통치 기간과 신탁 통치 기간 동안, 서부 토고는 영국령 골드코스트의 일부로 관리되었다. 1956년 12월, 영국령 토골란드 주민들은 새로운 독립 국가인 가나의 일부로 골드코스트에 가입하기로 투표했다.

가나와 합류한 연두색으로 표시된 영국령 토골란드

1946년 총선에서 토고 통합 위원회(CUT)와 토고 진보당(PTP)이라는 두 정당이 있었다. CUT는 압도적으로 성공적이었고, CUT의 지도자인 실바뉘 올랭피오가 의회 의장이 되었다. 그러나 CUT는 1951년 총선과 1952년 준주의회 선거에서 패배했고, PTP가 프랑스의 지지를 받고 있다고 주장했기 때문에 더 이상의 프랑스 감독 선거에는 참여하지 않았다. 1955년 프랑스령 토골란드는 프랑스 연방의 자치 공화국이 되었다. 1955년 6월 12일 CUT에 의해 보이콧된 준주 의회 선거가 있은 후, 내정에 대한 상당한 권한이 부여되었으며, 입법부를 책임지는 총리가 선출되었다. 이러한 변화는 1956년 국민투표에서 승인된 헌법으로 구체화되었다. 1956년 9월 10일 니콜라 그뤼니츠키는 토고 공화국의 총리가 되었다. 1958년 4월 27일, 토고에서 실시된 첫 총선은 유엔이 주관하는 의회 선거로, 독립 찬성 단체인 CUT와 그 지도자인 실바뉘 올랭피오가 승리하였다. 1958년 10월 13일 프랑스 정부는 완전한 독립을 승인할 것이라고 발표했다. 1958년 11월 14일, 국제 연합 총회는 프랑스 정부의 선언에 주목했다. 토고는 1960년에 독립을 쟁취하여 신탁 통치 기간의 종료를 선언했다. 1959년 12월 5일, 유엔 총회는 프랑스와의 카메룬 신탁통치 협정이 1960년 4월 27일 토고가 독립하면서 종료될 것이라고 결의했다.
1960년 4월 27일, 토고는 프랑스와의 헌법적 관계를 단절하고, 유엔 신탁통치권을 박탈하고, 올랭피오를 대통령으로 하는 임시 헌법에 따라 완전히 독립하였다.

## 독립 및 혼란
1961년 국민투표에 의해 채택된 새로운 헌법은 일반 참정권과 약한 국회에 의해 7년 동안 선출된 행정 대통령을 만들었다. 대통령은 장관을 임명하고 의회를 해산할 수 있는 권한을 부여받았으며, 행정권을 독점했다. 그 해 선거에서 그뤼니츠키당은 100%의 투표와 51석의 모든 의석을 얻었고, 그는 토고 최초의 선출된 대통령이 되었다.
이 기간 동안 토고에는 좌익 토고 청소년 운동, 토고 인민민주연합(UDPT), 그뤼니츠키가 창당한 PTP, 올랭피오 대통령의 정당인 토고 통일당 등 4개의 주요 정당이 존재했다. 이들 정당 간의 경쟁은 1940년대부터 시작되었고, 1962년 1월 올랭피오가 다수당 정부를 상대로 한 음모로 야당을 해산하면서 정점에 이르렀다. 올랭피오의 치세는 그의 민병대인 아볼로드 소자스의 공포로 특징지어졌다. 그뤼니츠키와 미치를 포함한 많은 야당 의원들은 체포를 피하기 위해 수감되거나 도주했다.
1963년 1월 13일, 프랑스군에서 제대한 이후 조건에 불만을 품은 육군 부사관들이 이끄는 쿠데타로 올랭피오가 전복되고 사망했다. 그뤼니츠키는 이틀 후 망명지에서 돌아와 총리 직함을 가진 임시 정부를 이끌었다. 1963년 5월 5일, 토고는 국민투표를 통해 다당제를 부활시킨 새로운 헌법을 채택했다. 그들은 또한 총선에서 모든 정당에서 국회의원을 선출하는 투표를 했고, 그뤼니츠키를 대통령으로, 앙투안 미치를 부통령으로 선출했다. 9일 후 그뤼니츠키 대통령은 모든 정당이 참여하는 정부를 구성했다.
이후 몇 년 동안 그뤼니츠키 정부의 권력은 불안정해졌다. 1966년 11월 21일, 그뤼니츠키를 타도하려는 시도는 UT당 내 민간인 정적들로부터 영감을 받아 실패하였다. 그뤼니츠키는 군에 대한 의존도를 낮추려고 노력했지만, 1967년 1월 13일 중령이 이끄는 쿠데타가 일어났다. 냐싱베 에야데마와 클레베르 다조는 그뤼니츠키 대통령을 유혈사태 없이 축출했다. 쿠데타 이후, 정당들은 금지되었고, 모든 헌법 절차는 중단되었다. 다조는 에야데마가 대통령으로 취임한 4월 14일까지 나라를 통치한 "국가 화해 위원회"의 의장이 되었다. 1969년 말, 단일 국가 정당인 토고 인민연합(RPT)이 창당되었고, 1969년 11월 29일 대통령 에야데마가 당 대표로 선출되었다. 1972년 국민투표에서 에야데마는 대통령으로서 그의 역할을 확인하였다.

## 에야데마의 법칙

### 제3공화국
1979년 말, 냐싱베 에야데마는 제3공화국을 선포하고 민간과 군부가 혼합된 내각과 함께 더 큰 민간 통치로 이행했다. 1979년 말과 1980년 초에 열린 대통령 선거에서 그는 99.97%의 표를 얻었다. 새 헌법은 국회가 주로 협의체 역할을 하도록 규정했다. 1986년 12월, 아야데마는 무경쟁 선거에서 99.5%의 득표율로 3년 연속 7년 임기로 재선되었다. 1986년 9월 23일, 토고 반체제 인사 70여 명이 에야데마 정부를 전복시키기 위해 가나에서 로메로 건너갔다.

### 반대
1989년과 1990년, 토고는 다른 많은 나라들과 마찬가지로 동유럽과 소련을 휩쓸고 있는 민주적 변화의 바람에 영향을 받았다. 1990년 10월 5일, 반정부 운동권을 나눠준 학생들에 대한 재판이 로메에서 폭동을 일으켰다. 반정부 시위와 보안군과의 격렬한 충돌은 그 후 몇 달 동안 계속되었다. 1991년 4월, 정부는 새로 결성된 야당 단체들과 협상을 시작했고 망명 중인 정적들이 토고로 돌아갈 수 있도록 허용하는 일반 사면에 동의했다. 총파업과 추가 시위 이후, 정부와 야당은 1991년 6월 12일 "국민 토론회"를 개최하기로 합의하였다.
에야데마 대통령의 반대자들이 장악한 이 국민 토론회는 1991년 7월에 열렸고, 즉시 주권적 "국민 회의"를 선언했다. 비록 정부로부터 심한 괴롭힘을 당했지만, 그 회의는 새로운 정부를 위한 자유 선거를 조직하는 임무를 맡은 1년간의 과도기 체제를 요구하는 임시 헌법 초안을 작성했다. 이 회의는 변호사이자 인권 단체 대표인 조셉 코쿠 코피고를 과도 총리로 선출했지만, 비록 제한된 권한을 가졌지만, 에야데마 대통령을 과도기를 위한 국가 원수로 유지했다.
이후 3년 동안 대통령과 그의 반대자들 사이의 의지 테스트가 이어졌고, 이 기간 동안 에야데마 대통령은 점차 우위를 점했다. 잦은 정치적 마비 및 간헐적 폭력이 이 시기를 상징했다. 1991년 11월 임시 입법부가 대통령의 정당인 RPT를 해산하는 데 투표한 후, 군대는 12월 3일 총리실을 공격하여 총리를 포로로 잡았다. 코피고는 1992년 1월 대통령당 각료들의 실질적인 참여와 함께 두 번째 과도 정부를 구성하였다. 1992년 5월 5일 야당 지도자 길크리스트 올랭피오는 암살당한 실바뉘 올랭피오의 아들이다.
1992년 7월과 8월, 대통령과 야당 대표들로 구성된 위원회는 새로운 정치적 합의를 협상했다. 9월 27일, 대중은 압도적으로 새로운 민주 헌법의 본문을 승인했고, 공식적으로 토고 제4공화국을 출범시켰다.

## 같이 보기
- 아프리카의 역사